# Iranisch-italienische Beziehungen

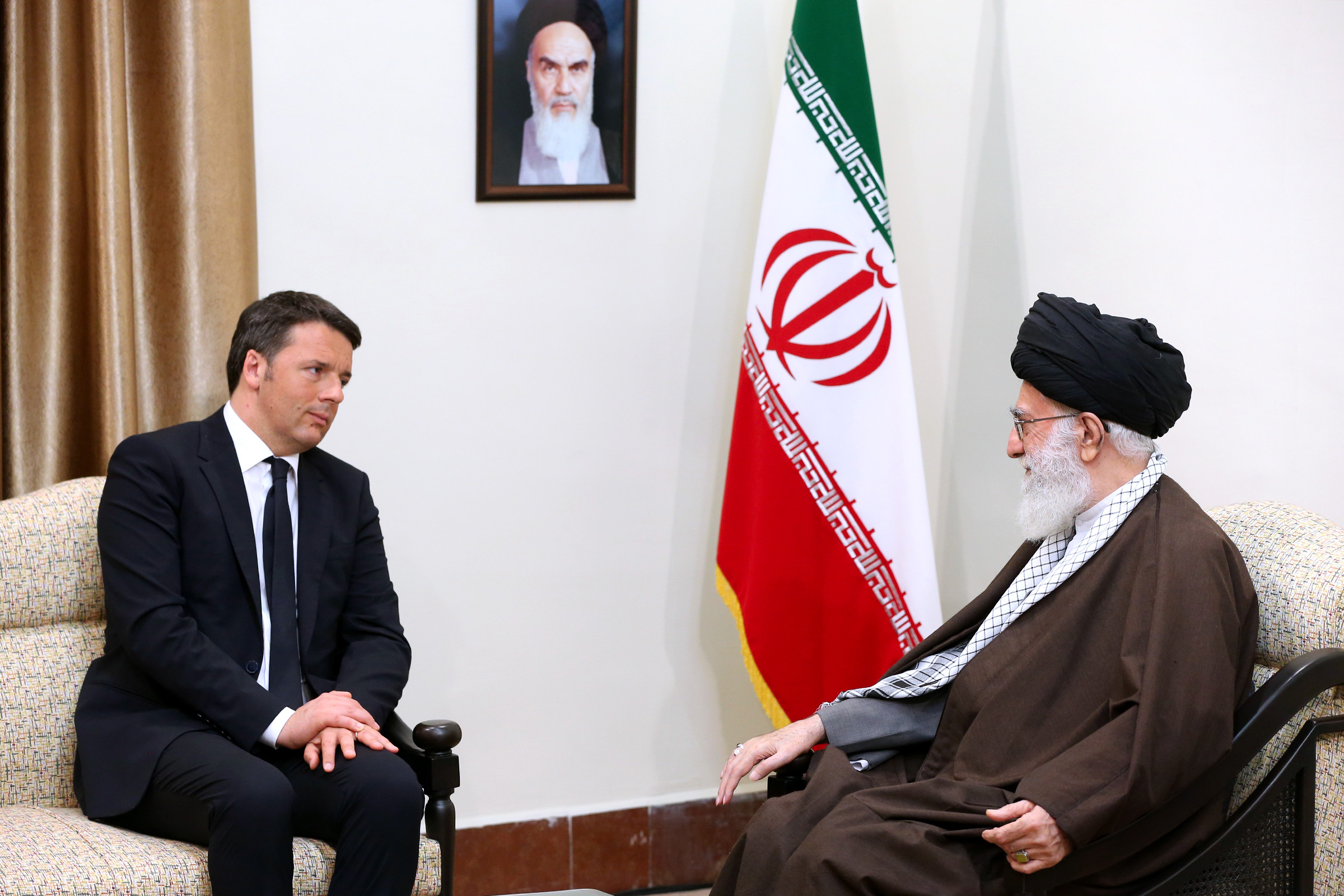
Matteo Renzi bei einem Treffen mit Ali Chamenei in Teheran (2016)

Die Iranisch-italienischen Beziehungen sind das zwischenstaatliche Verhältnis zwischen dem Iran (auch als Persien bekannt) und Italien. Die Beziehungen zwischen Italien und dem Iran reichen bis in die Antike zurück und sind geprägt von einer langen Geschichte politischer, wirtschaftlicher und kultureller Kontakte (so zwischen dem Perserreich und dem Römischen Reich und später zwischen Persien und italienischen Stadtstaaten wie Genua und Venedig). Nach dem Ende des Zweiten Weltkriegs wurden Italien und der Iran unter Mohammad Reza Pahlavi enge Verbündete. Nach der islamischen Revolution 1979 endete dieses enge Verhältnis, jedoch brachen auch danach die diplomatischen Kontakte nie völlig ab und zwischenzeitlich wurde der Iran wieder ein wichtiger Erdöllieferant für Italien, bevor die westlichen Sanktionen gegen den Iran aufgrund des iranischen Atomprogramms verschärft wurden.

## Geschichte

### Antike
Bereits in der Antike bestanden vielfältige Beziehungen zwischen dem auf der Apenninhalbinsel dominierenden Römischen Reich und den persischen Reichen im heutigen Iran. Ab dem 1. Jahrhundert v. Chr. grenzten das Römische Imperium und das Partherreich aneinander, was zu politischen Rivalitäten und mehreren militärischen Auseinandersetzungen führte. Zugleich kam es aber auch zu Handelskontakten, etwa im Rahmen der Seidenstraße: Wertvolle Waren wie Seide, Gewürze und andere Güter gelangten über persische Zwischenhändler bis in römische Märkte. Diplomatische Kontakte sind ebenfalls dokumentiert; so gab es Gesandtschaften und Friedensverhandlungen zwischen römischen und persischen Herrschern, wenngleich das Verhältnis insgesamt von Konkurrenz geprägt war. In der Spätantike standen sich das Oströmische (byzantinische) Reich und das Sassanidenreich (224–651 n. Chr.) als Großmächte gegenüber, was sowohl langwierige Kriege als auch begrenzte Phasen friedlicher Koexistenz einschloss. Nach dem Untergang des Weströmischen Reiches 476 n. Chr. und dem Ende der Sassaniden-Dynastie 651 n. Chr. brachen die direkten Kontakte zwischen der italischen und der persischen Welt zunächst weitgehend ab.

### Mittelalter und Frühe Neuzeit

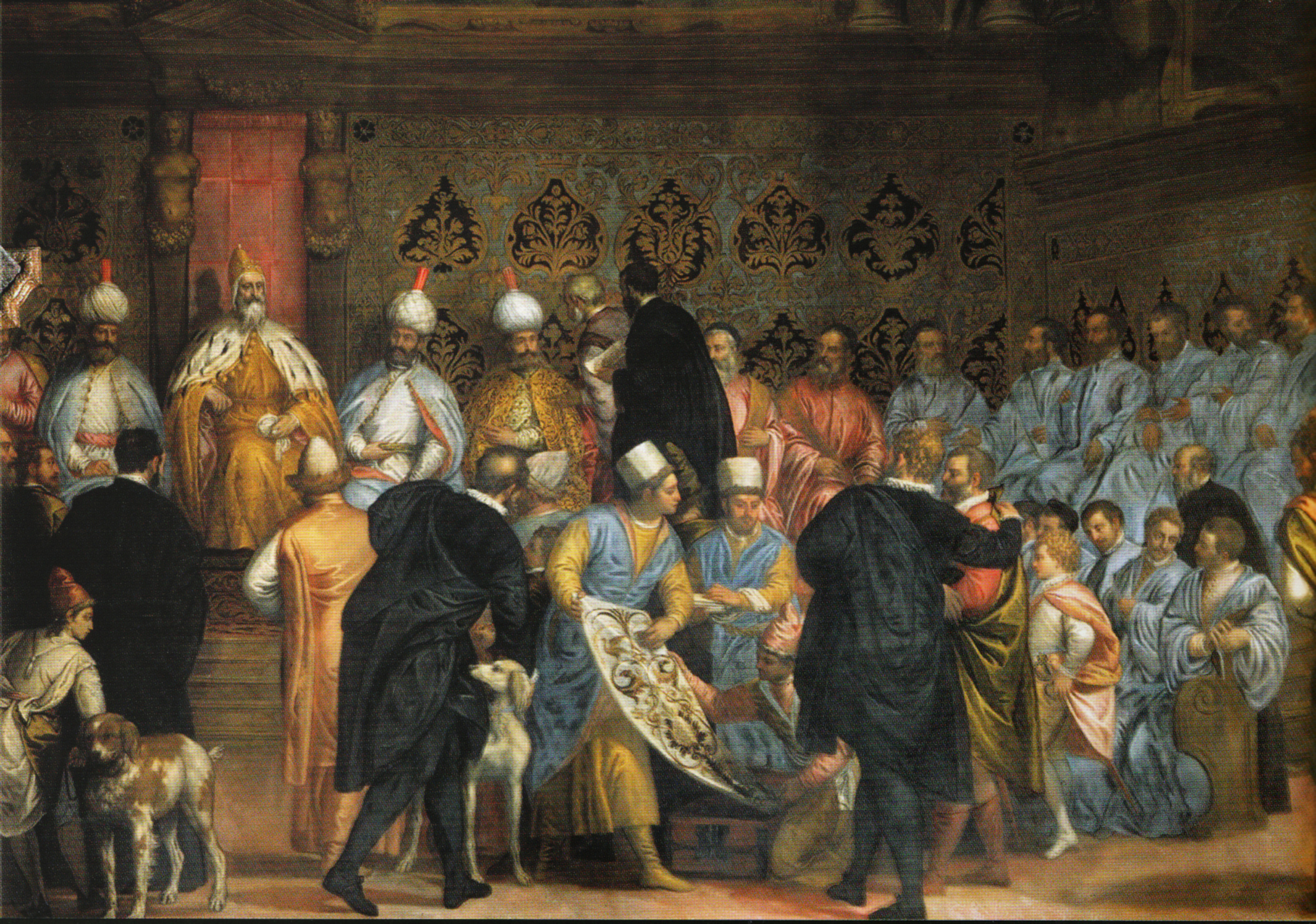
Gesandtschaft von Abbas I. in Venedig (1595)

Im Mittelalter existierten nur spärliche direkte Berührungspunkte zwischen den politischen Zentren in Italien und Persien, doch Handelsbeziehungen und religiös motivierte Kontakte entwickelten sich allmählich wieder. Ab dem 13. Jahrhundert, zur Zeit der mongolischen Ilchane in Persien, sind verstärkt italienische Reisende und Kaufleute im Iran belegt. So unterhielten die italienischen Seerepubliken Genua und Venedig Handelsniederlassungen in der Region, und in der Stadt Tabriz wurden venezianische und genuesische Konsulate eingerichtet. Venezianer wie Marco Polo durchquerten Persien auf dem Weg nach Ostasien und hinterließen Berichte über Land und Leute. Gleichzeitig nahmen missionarische Kontakte zu: Ab dem späten 13. Jahrhundert entsandte der Papst Dominikaner- und Franziskanermönche nach Persien.
Im 15. Jahrhundert intensivierten sich die diplomatischen Beziehungen, als italienische Staaten eine Allianz mit Persien gegen das expandierende Osmanische Reich anstrebten. Insbesondere Venedig und der Vatikan knüpften Kontakte zum turkmenischen Herrscher Uzun Hasan (Reg. 1457–1478) in Persien, tauschten mehrere Gesandtschaften aus und vereinbarten ein Bündnis gegen den osmanischen „Erzfeind“. Obwohl diese Kooperation durch militärische Misserfolge Persiens (etwa die Niederlage Uzun Hasans 1473) letztlich begrenzt blieb, etablierte sie einen regelmäßigen diplomatischen Austausch zwischen persischen Herrschern und italienischen Staaten. Im 17. Jahrhundert pflegten die Safawiden-Dynastie in Iran und vor allem Venedig Handelsbeziehungen (etwa im Seidenhandel), und es fanden vereinzelte Gesandtschaftsreisen statt, da man weiterhin eine gemeinsame Front gegen die Osmanen suchte.
Nachdem Italien im 19. Jahrhundert zu einem Nationalstaat geeint worden war (1861), nahm es formelle diplomatische Beziehungen mit der persischen Kadscharendynastie auf: 1862 schlossen das Königreich Italien und Persien einen ersten Freundschafts- und Handelsvertrag, dem 1873 ein umfangreicheres Handelsabkommen folgte. In diesem Jahr führte Nāser ad-Din Schāh eine Europareise durch, die ihn auch nach Italien führte. Italien besaß in der Kadscharenzeit zwar keine kolonialen Interessen im Iran, war aber vereinzelt präsent – etwa durch den General Enrico Andreini, der in den 1870er Jahren als Militärberater beim Aufbau der persischen Armee mitwirkte.

### Italien und Pahlavi-Iran
In der ersten Hälfte des 20. Jahrhunderts spielten die direkten Beziehungen zwischen Italien und Persien nur eine untergeordnete Rolle. Während des Zweiten Weltkriegs gab es keine offiziellen Kontakte, da Italien den Achsenmächten angehörte und Iran 1941 von den Alliierten besetzt wurde. Nach Kriegsende normalisierten sich die Verhältnisse jedoch rasch: Im August 1948 stattete Schah Mohammad Reza Pahlavi Italien als erster ausländischer Staatschef der Nachkriegszeit einen Staatsbesuch ab. 1950 wurde ein neues Freundschaftsabkommen unterzeichnet, und in den 1950er Jahren intensivierte sich die Zusammenarbeit beider Länder deutlich, nachdem der Schah während der Amtszeit von Mohammad Mossadegh kurzzeitig nach Rom geflohen war. Italien profilierte sich als wichtiger Partner beim wirtschaftlichen Wiederaufbau und der Modernisierung Irans unter der Pahlavi-Dynastie. So vermittelte die italienische AGIP (später ENI) in den Jahren 1956/57 erfolgreich Erdöl-Abkommen mit dem Iran, die dem Land deutlich bessere Konditionen als frühere Konzessionen westlicher Konzerne einräumten. 1957 gründete ENI gemeinsam mit der National Iranian Oil Company (NIOC) das Joint Venture Iran-Italy Petroleum Company (SIRIP), womit Italien langfristig in der iranischen Erdölförderung engagiert war.
Parallel dazu beteiligten sich italienische Unternehmen maßgeblich an Großprojekten in Iran: Sie bauten unter anderem Staudämme (etwa am Dez-Fluss), Kraftwerke, Stromnetze, Flughäfen und Industrieanlagen in den 1960er und 1970er Jahren. Der kulturelle Austausch erlebte ebenfalls einen Aufschwung – italienische Archäologen kooperierten bei Ausgrabungen, und es entstanden Partnerschaften in Bildung und Forschung. Bis 1978 wuchsen die politischen und wirtschaftlichen Beziehungen auf ein hohes Niveau an: Italien galt als einer der engsten westlichen Partner des Iran, und rund 15.000 italienische Fachkräfte lebten zeitweise im Land. Diese Phase enger Kooperation endete abrupt mit der Islamischen Revolution 1979, welche den Sturz des Schahs und tiefgreifende Veränderungen in Irans Außenpolitik mit sich brachte.

### Italien und die Islamische Republik

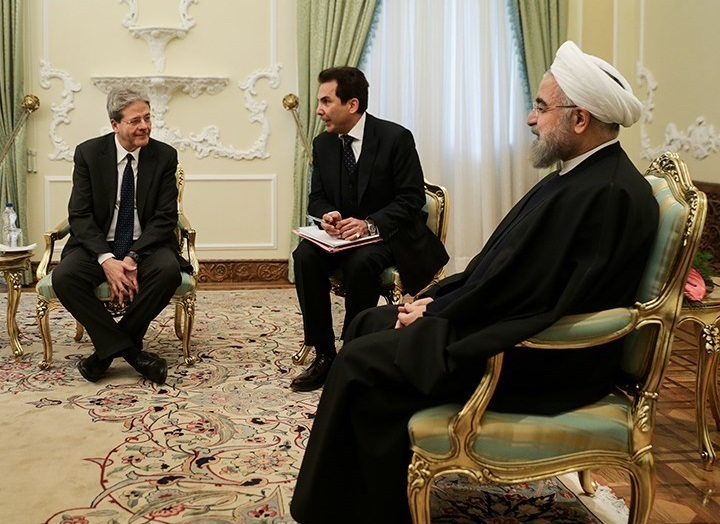
Paolo Gentiloni bei einem Treffen mit Hassan Rohani (2015)

Die Gründung der Islamischen Republik Iran 1979 führte zunächst zu einer deutlichen Abkühlung des Verhältnisses zwischen Rom und Teheran.  Aufgrund ideologischer Gegensätze – eine westliche Demokratie auf der einen, eine theokratische Republik auf der anderen Seite – lagen offizielle Kontakte zeitweise auf Eis. Anders als die USA brach Italien die diplomatischen Beziehungen jedoch nie ab und verhielt sich gegenüber dem neuen Regime vergleichsweise pragmatisch. Während des Ersten Golfkrieges (Iran–Irak-Krieg 1980–1988) blieb Italien neutral und hielt trotz der Konfliktlage grundlegende Verbindungen zum Iran aufrecht. Beispielsweise stellte die staatliche Fluggesellschaft Alitalia ihre Direktflüge nach Teheran selbst während der Kriegsjahre nicht ein, obwohl die iranische Hauptstadt Ziel irakischer Luftangriffe war.
In den 1990er Jahren suchte Italien – parallel zur Politik der Europäischen Union – den „kritischen Dialog“ mit Iran und bemühte sich um eine Wiederbelebung der Beziehungen, als sich unter Präsident Mohammad Chatami eine innen- und außenpolitische Öffnung andeutete. 1997 reiste der italienische Außenminister Lamberto Dini nach Teheran, und 1998 war Ministerpräsident Romano Prodi der erste Regierungschef eines westlichen Landes, der dem Iran seit 1979 einen offiziellen Besuch abstattete. Im März 1999 folgte der Gegenbesuch Präsident Chatamis in Rom – es war der erste Besuch eines iranischen Staatsoberhaupts in Westeuropa seit der Revolution und markierte einen Neuanfang im politischen Dialog.
In den 2000er Jahren entwickelten sich die Beziehungen trotz anhaltender Differenzen weiter: Italien gehörte zu Irans wichtigsten Handelspartnern in Europa und warb zugleich für diplomatische Lösungen im Streit um das iranische Atomprogramm. Rom unterstützte die Verhandlungen zum Atomabkommen (JCPOA) von 2015, das Iran eine teilweise Aufhebung der Sanktionen im Gegenzug für Nuklearkontrollen einbrachte. Nach dem Inkrafttreten des Atomabkommens intensivierten sich die Kontakte sprunghaft: Irans Präsident Hassan Rohani wählte im Januar 2016 Italien als erstes westeuropäisches Besuchsziel und unterzeichnete in Rom Abkommen im Wert von mehreren Milliarden Euro. Im Gegenzug reiste Italiens Premierminister Matteo Renzi im April 2016 nach Teheran – als erster westlicher Regierungschef seit Jahren – und erklärte, Iran komme eine strategische Rolle in der Region zu. Die erneute Sanktionsverschärfung der USA ab 2018 (nach dem Ausstieg der Trump-Administration aus dem Atomdeal) setzte der Wirtschaftskooperation jedoch wieder erheblich zu und erschwerte die bilateralen Beziehungen. Die italienische Regierung schloss sich den EU-Bemühungen an, das Abkommen zu retten und europäische Firmen vor US-Sanktionen zu schützen.

## Wirtschaftsbeziehungen
Traditionell zählen die Wirtschaftsbeziehungen zu den tragenden Säulen des italienisch-iranischen Verhältnisses. Italien war bereits in der Ära des Schahs einer der größten Handelspartner Irans in Europa.  In den 1970er Jahren importierte Italien in großem Umfang iranisches Erdöl, während es zugleich Maschinen, Fahrzeuge, Chemie- und Konsumgüter in den Iran exportierte. 1974 deckte Iran zeitweise einen beträchtlichen Anteil des italienischen Ölbedarfs, was die strategische Bedeutung der Energiebeziehungen unterstrich. Nach der Islamischen Revolution 1979 ging der bilaterale Handel zunächst zurück, erholte sich jedoch in den 1990er Jahren wieder. 1999 wurde in Rom die Italienisch-Iranische Handelskammer gegründet, um die wirtschaftliche Kooperation zu fördern.
Bis 2011 stieg das Handelsvolumen auf einen historischen Höchststand von über 7 Milliarden € an. Italien war damit vor den verschärften Sanktionen der EU (Ölembargo 2012) Irans wichtigster europäischer Wirtschaftspartner. Die EU-Sanktionen im Zuge des Atomstreits führten ab 2012 zu einem drastischen Einbruch des Handels, vor allem da Italien kein iranisches Öl mehr importieren durfte. Mit dem Wiederanstieg der US-Sanktionen ab 2018 zogen sich viele italienische Banken und Firmen aus dem Iran-Geschäft zurück, sodass der Warenaustausch 2021 nur noch rund 630 Millionen € betrug. 2023 lag das Handelsvolumen bei etwa 750 Millionen € (davon 600 Mio. € italienische Exporte und 150 Mio. € Importe aus Iran). Damit blieb Italien zwar weiterhin einer der bedeutenderen europäischen Handelspartner Irans, doch das Niveau blieb weit unter früheren Spitzenwerten.

## Kultur und Migration

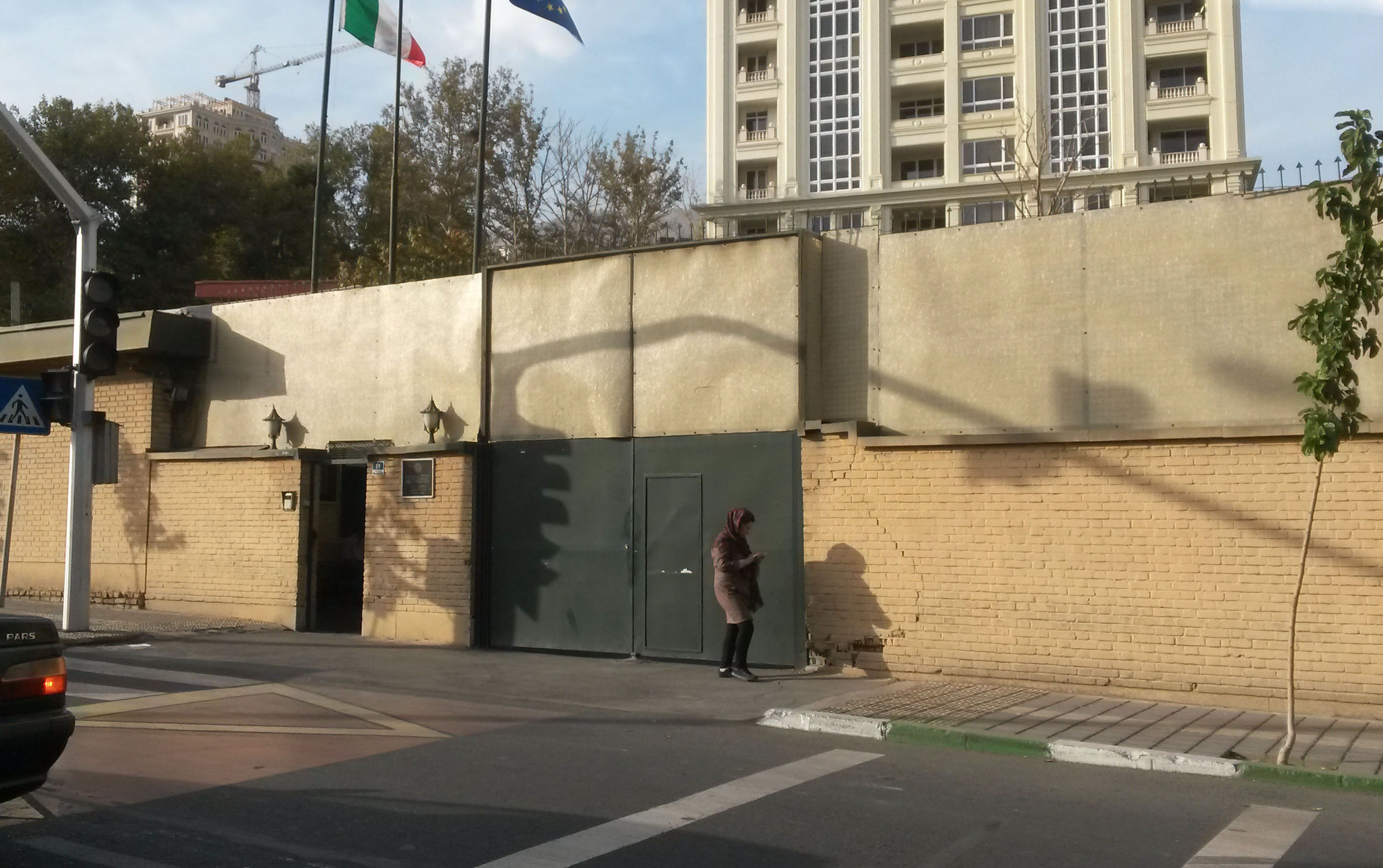
Italienische Internationale Schule in Teheran

Auch kulturell und gesellschaftlich sind Italien und Iran seit langem verbunden. Beide blicken auf alte Zivilisationen zurück und pflegten bereits in vormoderner Zeit einen Austausch in Kunst, Wissenschaft und Bildung. In der Neuzeit setzte verstärkte kulturelle Zusammenarbeit in den 1950er Jahren ein: 1959 initiierte das italienische IsMEO-Institut (Istituto Italiano per il Medio ed Estremo Oriente) die erste archäologische Mission in Iran und beteiligte sich in der Folge an der Restaurierung der Ruinen von Persepolis. Seither haben italienische Archäologen und Bauforscher an zahlreichen Ausgrabungen und Denkmalpflege-Projekten im Iran mitgewirkt, darunter in Sistan und an historischen Bauwerken in Isfahan.
1958 unterzeichneten beide Staaten ein erstes bilaterales Kulturabkommen; danach heute wurden rund zahlreiche Abkommen, Memoranda und Programme zur Förderung des kulturellen, wissenschaftlichen und universitären Austauschs vereinbart. Italien verfügt über eine lange Tradition der Iranistik und Orientalistik: So wird in Rom, Neapel und anderen Städten die persische Sprache gelehrt, und die Nationalbibliothek in Florenz bewahrt die älteste erhaltene Handschrift des persischen Nationalepos Schāhnāme (aus dem Jahr 1217) auf. In Teheran ist seit 1959 ein Italienisches Kulturinstitut aktiv, während in Rom das Kulturinstitut der Islamischen Republik Iran (Edare-ye Farhang) die persische Kultur präsentiert und den interkulturellen Dialog fördert.
Neben dem staatlichen Kulturaustausch tragen Migration und Diaspora zum gegenseitigen Verständnis bei. Nach 1979 verließen viele Iraner ihre Heimat in Richtung Westen; in Italien leben heute knapp 20.000 Menschen iranischer Herkunft (Stand 2024). Die iranische Gemeinde konzentriert sich vor allem auf Großräume wie Mailand, Rom und Turin und umfasst Studierende, Geschäftsleute sowie Exilanten. Umgekehrt ist die italienische Präsenz im Iran seit der Revolution stark geschrumpft – von etwa 15.000 Personen in den 1970er Jahren auf nur noch einige Hundert heute.